# تيوين ماكي
تيوين ماكي (بالإنجليزية: Tywain McKee)‏ مواليد 7 مارس 1986 في فيلادلفيا، هو لاعب كرة سلة أمريكي. بدأ مسيرته الاحترافية في سنة 2009. يلعب مع شركة الإتصالات التركية في الدوري التركي لكرة السلة كلاعب هجوم خلفي. يحمل الرقم 12. يبلغ طوله 6 قدم 2 بوصة (1.9 م).

## المسيرة الاحترافية
لعب مع إلوارا هوكز في الدوري الأسترالي في موسم 2009–2010، ثم لعب مع زينيت سانت بطرسبرغ في الدوري الروسي من سنة 2011 إلى 2013، ثم لعب مع نادي يونيكس قازان لكرة السلة في موسم 2013–2014، ثم لعب مع إي دبليو إي باسكتس أولدنبورغ في الدوري الألماني في سنة 2014، ثم لعب مع لو مان سارت باسكت في الدوري الفرنسي في موسم 2015–2016، ثم لعب مع تورك تيليكوم في الدوري التركي في سنة 2016.

## روابط خارجية
- تيوين ماكي على موقع سبورتس رفرنس (الإنجليزية)
- تيوين ماكي على موقع كرة السلة الأوروبية.كوم (الإنجليزية)
- تيوين ماكي على موقع كلية كرة السلة في سبورتس رفرنس.كوم (الإنجليزية)
- تيوين ماكي على موقع ريلجم (الإنجليزية)
- تيوين ماكي على موقع بروبوليرز (الإنجليزية)
- تيوين ماكي على موقع سبورتس رفرنس (الإنجليزية)